# Referendumul consultativ din România, 2019
Un referendum consultativ pe tema justiției a avut loc pe 26 mai 2019, simultan cu alegerile pentru Parlamentul European, la inițiativa Președintelui României, Klaus Iohannis. Referendumul a fost validat în contextul în care 41,28% dintre românii cu drept de vot s-au prezentat la urne.

## Context
Ideea unui referendum pe tema justiției a fost adusă în discuție încă din iarna anului 2017, în contextul protestelor împotriva controversatei OUG 13. Pe 23 ianuarie 2017, președintele Klaus Iohannis anunța începerea demersurilor pentru un referendum pe tema grațierii și modificării Codului penal. Ziua următoare, Iohannis a declanșat procedura privind organizarea referendumului. Procedura a fost însă suspendată până în aprilie 2019, când președintele a decis să facă o nouă consultare a Parlamentului pentru „lărgirea ariei de cuprindere a referendumului”. Pe 4 aprilie, Klaus Iohannis a anunțat temele pentru referendum: interzicerea amnistiei și grațierii pentru infracțiuni de corupție și interzicerea adoptării de către Guvern a ordonanțelor de urgență în domeniul infracțiunilor, pedepselor și al organizării judiciare, corelată cu dreptul altor autorități constituționale de a sesiza direct CCR cu privire la ordonanțe.
Anterior votului din Parlament, Klaus Iohannis le-a trimis o scrisoare președinților partidelor și formațiunilor politice reprezentate în Parlament pentru a-i invita la consultări pe tema referendumului. ALDE a fost singurul partid care nu a participat la consultările convocate de președinte. De asemenea, Liviu Dragnea, liderul PSD, a fost absent de la consultări, însă i-a delegat această sarcină vicepreședintelui Camerei Deputaților, Eugen Nicolicea, însoțit fiind de doi foști deținuți politici la penitenciarul Aiud, despre care PSD a susținut că au fost „victime” ale Procurorului General, Augustin Lazăr; Klaus Iohannis refuzase anterior să semneze revocarea acestuia din funcție. Președintele PMP, Eugen Tomac, i-a sugerat președintelui introducerea unei întrebări suplimentare pe una din trei teme propuse de partid: eliminarea pensiilor speciale, revenirea la alegerea primarilor în două tururi de scrutin și micșorarea numărului de parlamentari la maximum 300.
Pe 16 aprilie 2019, comisiile juridice reunite ale Senatului și Camerei Deputaților au dat aviz favorabil pentru organizarea referendumului. Pe 17 aprilie, plenul reunit al celor două Camere a avizat favorabil inițiativa președintelui; avizul a fost unul consultativ. PNL și USR au acuzat PSD că a introdus în raport mai multe recomandări ce nu au fost discutate de comisiile juridice. Cu toate că Opoziția a cerut eliminarea acestor recomandări, parlamentarii Puterii nu au fost de acord, iar raportul a fost adoptat în forma dorită de aceștia cu 263 de voturi „pentru”, nouă „împotrivă” și o abținere. În recomandările introduse în raport se arată, printre altele, că, potrivit Constituției, amnistia și grațierea nu pot face obiectul inițiativei legislative a cetățenilor și că, potrivit unei decizii a CCR, președintele nu poate iniția un referendum legislativ. Ulterior, votul a fost reluat la solicitarea deputatului PSD Florin Iordache, iar recomandările au fost eliminate. De data aceasta au fost 218 voturi „pentru”, 11 „împotrivă” și trei abțineri.
Pe 25 aprilie, purtătorul de cuvânt al Președinției, Mădălina Dobrovolschi, a anunțat semnarea de către președinte a decretului pentru organizarea referendumului și a făcut publice cele două întrebări la care trebuie să răspundă alegătorii.
Guvernul a adoptat pe 8 mai o ordonanță de urgență cu măsuri pentru organizarea referendumului. După mai multe critici, Executivul a retras două prevederi contestate. Inițiat de Autoritatea Electorală Permanentă, proiectul de ordonanță prin care se modifică legea referendumului le interzicea autorităților publice să se implice în campania electorală. Pentru validarea referendumului ar fi fost nevoie de o prezență mai mare la vot, de încă 200.000 de alegători, față de cel din 2018, când pragul era de 5,4 milioane de oameni. Aceasta pentru că ar fi fost luați în calcul alegătorii din registrul electoral, și nu cei de pe liste. De asemenea, Mircea Drăghici, coordonatorul campaniei electorale a PSD, anunța în martie organizarea unor secții de votare diferite pentru referendum și alegerile europarlamentare. Totuși, articolul 15 din Legea nr. 3/2000 prevede că, în situația în care referendumul are loc simultan cu alegerile pentru Parlamentul European, „ambele scrutine se realizează în cadrul acelorași secții de votare”.

## Întrebări
Referendumul va avea două întrebări:
1. Sunteți de acord cu interzicerea amnistiei și grațierii pentru infracțiuni de corupție?
2. Sunteți de acord cu interzicerea adoptării de către Guvern a ordonanțelor de urgență în domeniul infracțiunilor, pedepselor și al organizării judiciare și cu extinderea dreptului de a ataca ordonanțele direct la Curtea Constituțională?
La fiecare dintre acestea alegătorii trebuie să răspundă cu „da” sau „nu”.

## Sondaje
Într-un sondaj lansat de Digi 24 pe pagina de Facebook, la care au răspuns peste 46.000 de utilizatori, 94% dintre aceștia s-au poziționat în favoarea celor două întrebări. Potrivit Barometrului de Opinie Publică al României, realizat de Academia Română, LARICS și Institutul de Științe Politice și Relații Internaționale „Ion I. C. Brătianu” în perioada 12 aprilie–3 mai 2019, 59% dintre cei chestionați au fost de acord cu faptul că președintele Klaus Iohannis a decis convocarea unui referendum privind situația justiției, iar 23,8% nu au fost de acord.

## Poziția partidelor
| Poziție   | Partid politic                                      | Partid politic                                      |
| --------- | --------------------------------------------------- | --------------------------------------------------- |
| Da        |                                                     | Partidul Național Liberal (PNL)                     |
| Da        | Uniunea Salvați România (USR)                       |                                                     |
| Da        | Partidul Libertate, Unitate și Solidaritate (PLUS)  |                                                     |
| Da        | Uniunea Democrată Maghiară din România (UDMR)       |                                                     |
| Da        | Partidul Mișcarea Populară (PMP)                    |                                                     |
| Da        | Forumul Democrat al Germanilor din România (FDGR)   |                                                     |
| Nu/Boicot |                                                     | Partidul Alianța Liberalilor și Democraților (ALDE) |
| Nu/Boicot | Partidul Național Țărănesc Creștin Democrat (PNȚCD) |                                                     |
| Nu/Boicot | Partidul Socialist Român (PSR)                      |                                                     |
| Nu/Boicot | Partidul Social Democrat Independent (PSDI)         |                                                     |
| Incert    |                                                     | Partidul Social Democrat (PSD)                      |

Într-un interviu pentru Antena 3, președintele PSD, Liviu Dragnea, a declarat că, deși partidul este de acord cu referendumul, „sunt multe voci care spun că referendumul de fapt este inutil pentru scopul prezentat public” și că „de fapt este un mijloc prin care [Klaus Iohannis] vrea să se implice în campanie electorală pentru a ajuta partidele care sunt în jurul dumnealui”. Aceeași retorică a avut-o și ALDE, partener în coaliția de guvernare, care și-a anunțat poziția printr-un mesaj postat pe pagina de Facebook:
„Nu suntem împotriva referendumului pentru Justiție, însă considerăm că nu ar trebui să bruiem niște alegeri importante, precum cele pentru Parlamentul European, doar pentru ca domnul Iohannis să-și poată camufla inactivitatea din ultimii cinci ani. (...) Acest referendum este doar un pretext pentru președintele Iohannis pentru a-și începe campania electorală, deși legea îi interzice.”
Președintele ALDE, Călin Popescu-Tăriceanu, a cerut boicotarea referendumului „pentru a nu se face jocul lui Iohannis”.
Partidele aflate în Opoziție și-au anunțat în unanimitate susținerea pentru referendumul convocat de Klaus Iohannis. De asemenea, UDMR, partid care a semnat un protocol de colaborare cu coaliția de guvernare în decembrie 2016, și-a anunțat susținerea pentru demersul președintelui. Potrivit liderului formațiunii, Hunor Kelemen, recomandarea UDMR este ca oamenii să participe la scrutin și să voteze „da” la ambele întrebări. Acesta a mai declarat că, la modificarea ulterioară a Constituției, UDMR va propune scoaterea completă a ordonanțelor de urgență, astfel încât transferul de legiferare de la Parlament la Guvern să nu mai fie posibil.
Înainte de publicarea întrebărilor, Victor Ponta, fost prim-ministru și lider al PRO România, declara că va vota „da” dacă obiectul referendumului va fi interzicerea ocupării unei funcții publice pentru politicienii condamnați penal sau interzicerea adoptării ordonanțelor de urgență în domeniile justiției și fiscalității.

## Rezultat

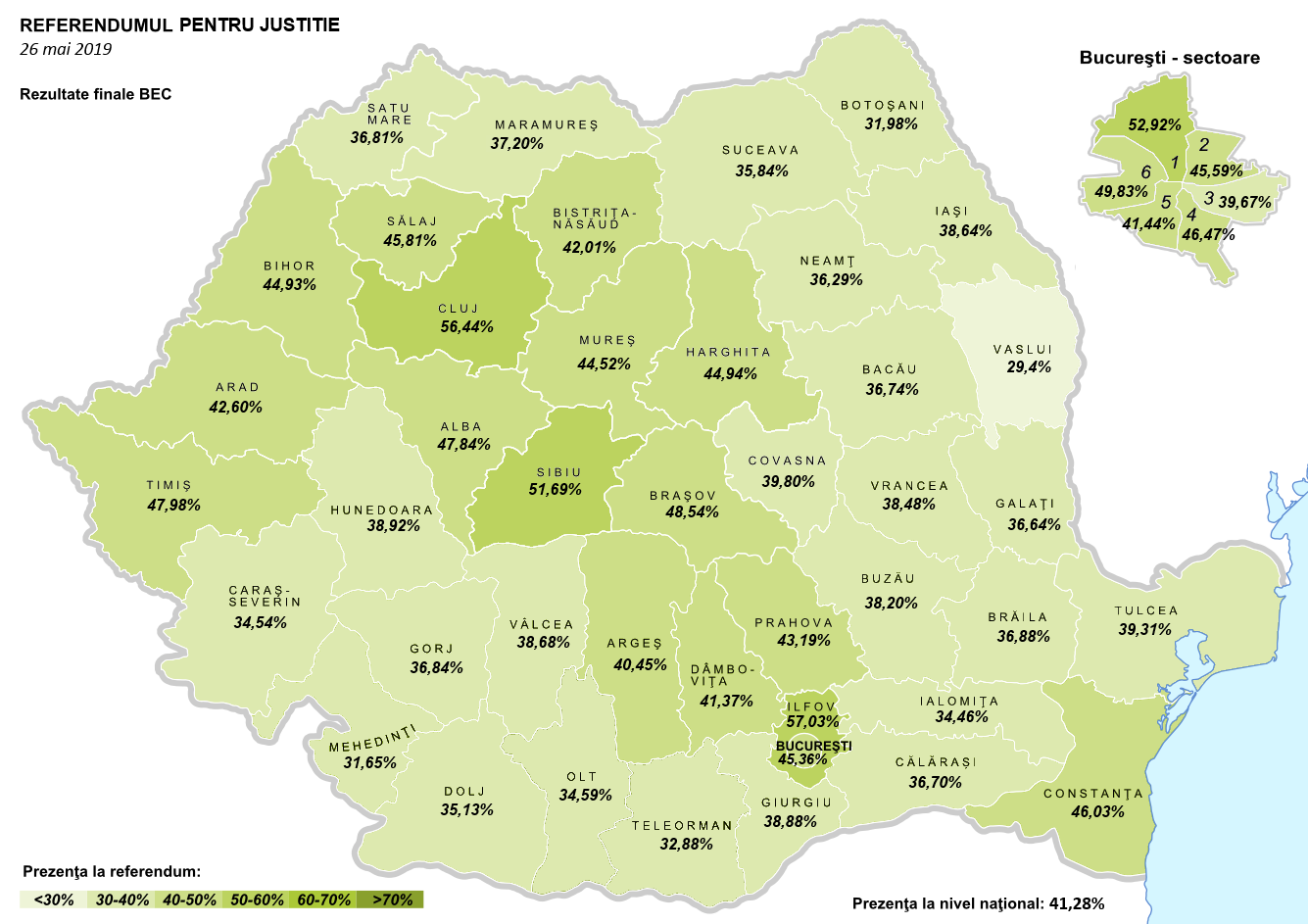
Harta prezenței la vot pe județe

### Prima întrebare
| Opțiune         | Votanți    | Votanți | Înscriși | Înscriși |
| Opțiune         | Voturi     | %       | %        | Cvorum   |
| --------------- | ---------- | ------- | -------- | -------- |
| ✔ Da            | 6.459.383  | 85,91   | 35,34    |          |
| Nu              | 1.059.678  | 14,09   | 5,80     |          |
|                 |            |         |          |          |
| Voturi valabile | 7.519.061  | 94,91   | 41,14    | ✔ 25%    |
| Voturi nule     | 403.530    | 5,09    | 2,21     |          |
| Total           | 7.922.591  | 100     | 43,35    | ✔ 30%    |
|                 |            |         |          |          |
| Nu au votat     | 10.354.920 |         | 56,65    |          |
| Înscriși        | 18.277.511 | 100     |          |          |

| Da: (85,91%) | Nu: (14,09%) |
| ▲            |              |

### A doua întrebare
| Opțiune         | Votanți    | Votanți | Înscriși | Înscriși |
| Opțiune         | Voturi     | %       | %        | Cvorum   |
| --------------- | ---------- | ------- | -------- | -------- |
| ✔ Da            | 6.477.865  | 86,18   | 35,44    |          |
| Nu              | 1.038.916  | 13,82   | 5,68     |          |
|                 |            |         |          |          |
| Voturi valabile | 7.516.781  | 94,86   | 41,12    | ✔ 25%    |
| Voturi nule     | 407.088    | 5,14    | 2,23     |          |
| Total           | 7.923.869  | 100     | 43,35    | ✔ 30%    |
|                 |            |         |          |          |
| Nu au votat     | 10.354.421 |         | 56,65    |          |
| Înscriși        | 18.278.290 | 100     |          |          |

| Da: (86,18%) | Nu: (13,82%) |
| ▲            |              |

## Consecințe
Pe 30 mai 2019, președintele Klaus Iohannis a trimis o scrisoare președinților partidelor și formațiunilor politice reprezentate în Parlament, prin care îi invită la consultări pentru stabilirea direcțiilor de acțiune necesare punerii în aplicare a referendumului. Pe 13 iunie 2019, într-o ceremonie la Palatul Cotroceni, președintele Klaus Iohannis și liderii PNL, USR, PRO și PMP au semnat Acordul Politic Național pentru consolidarea parcursului european al României. Prin acesta semnatarii s-au angajat la transpunerea în legislație a interdicției privind amnistia și grațierea pentru infracțiuni de corupție, a interdicției adoptării de către Guvern a ordonanțelor de urgență în domeniul legilor justiției, a măsurilor necesare asigurării integrității în funcțiile publice și a măsurilor necesare asigurării – atât în țară, cât și în străinătate – a exercitării depline și efective a dreptului de vot de către cetățenii români. De asemenea, acordul prevede ca semnatarii să sprijine „aprofundarea integrării în Uniunea Europeană și consolidarea proiectului european, precum și întărirea relației transatlantice”.